# Izvoriște
Izvoriște (în bulgară Изворище)  este un sat în partea de est a Bulgariei în Regiunea Burgas. Aparține administrativ de Comuna Burgas. La recensământul din 2001 localitatea avea 340 locuitori.

## Demografie
Componența etnică a satului Izvoriște
     Turci (80,2%)
     Bulgari (16,96%)
     Nicio identificare (2,05%)
     Altele (0,77%)
La recensământul din 2011, populația satului Izvoriște era de 389 locuitori. Din punct de vedere etnic, majoritatea locuitorilor (80,2%) erau turci, cu o minoritate de bulgari (16,96%). Pentru 2,05% din locuitori nu este cunoscută apartenența etnică.